# Jonas Bergström (skådespelare)
Jonas Lennart Bergström, född 11 maj 1946 i Stockholm, är en svensk skådespelare.

## Biografi
Bergström är son till skådespelarna Olof Bergström och Anita Björk. Bergström började som barnskådespelare i Oscarsteaterns uppsättning av musikalen Oliver 1961. Efter realexamen studerade han en period vid den lyriska linjen vid Malmö stadsteaters elevskola och  sökte därefter till Scenskolan i Stockholm där han kom in 1965. Efter studierna engagerades han vid Dramatens ensemble 1968 med kortare avbrott för filmarbete utomlands och engagemang vid Riksteatern.
Han var gift första gången 1970–1973 med matskribenten Ann-Sofie Wretman (född 1946), dotter till hovtraktören Tore Wretman och skådespelaren Lillebil Kjellén. Andra gången gifte han sig 1986 med barnmorskan Christina Thelin (född 1955). Han är far till scenartisten och musikern Joachim Bergström (född 1970) och Jacob Bergström (född 1995).[källa behövs]

## Filmografi (urval)
- 1968 – Doktor Glas
- 1969 – Kråkguldet (TV-serie)
- 1969 – Ådalen 31
- 1970 – Frida och hennes vän (TV-serie)
- 1971 – Den byxlöse äventyraren (TV-serie)
- 1972 – The Day the Clown Cried
- 1973 – Makt på spel (TV-serie)
- 1973 – Robin Hood (röst som Robin Hood)
- 1973 – Håll alla dörrar öppna
- 1977 – Peter och draken Elliott (röst)
- 1978 – En och en
- 1979 – En handelsresandes död
- 1982 – The Day Before You Came (Abba-video: Agnethas man)
- 1984 – Bakom jalusin
- 1986 – Skuggan av Henry (TV-serie)
- 1987 – Fadern, Sonen och Den Helige Ande...
- 1987 – Svart gryning
- 1988 – Min granne Totoro (röst som Pappa Kusakabe)
- 1993 – Rederiet (TV-serie)
- 1994 – Polis polis potatismos
- 1995 – Babe – den modiga lilla grisen (röst)
- 1995 – En nämndemans död (TV-serie)
- 1999 – Asterix och Obelix möter Caesar (röst)
- 2001 – Jimmy Neutron: Underbarnet (röst)
- 2002 – Harry Potter och Hemligheternas kammare (röst som Arthur Weasley)
- 2002 – Spy Kids 2 (röst)
- 2003 – Fullt hus (röst)
- 2003 – Spy Kids 3-D: Game Over (röst)
- 2003 – Looney Tunes: Back In Action (röst)
- 2004 – Harry Potter och fången från Azkaban (röst som Arthur Weasley)
- 2004 – Superhjältarna (röst som rektor John Walker)
- 2004 – Leka med elden
- 2005 – Harry Potter och den flammande bägaren (röst som Arthur Weasley)
- 2007 – Harry Potter och Fenixorden (röst som Arthur Weasley)

## Teater

### Roller (ej komplett)
| År   | Roll                   | Produktion                                                            | Regi                       | Teater          |
| ---- | ---------------------- | --------------------------------------------------------------------- | -------------------------- | --------------- |
| 1961 | Räven                  | Oliver! Lionel Bart                                                   | Sven Aage Larsen           | Oscarsteatern   |
| 1970 | Clitandre              | Misantropen (Le Misanthrope) Molière                                  | Frank Sundström            | Dramaten        |
| 1973 | Jesus                  | Godspell John-Michael Tebelak och Stephen Schwartz                    | Jonnie Christen Klaus Pagh | Jarlateatern    |
| 1974 | Jens Sanddosa          | Den jäktade Ludvig Holberg                                            | Henning Moritzen           | Dramaten        |
| 1976 | Läkaren                | Gud bevare omgivningen när en människa får en idé Stig Ossian Ericson | Per Sjöstrand              | Dramaten        |
| 1976 | Jansson                | Chez nous Per Olov Enquist och Anders Ehnmark                         | Lars Göran Carlson         | Dramaten        |
| 1977 | Barremo, LKAB          | Ranstadvalsen Jan Guillou och Gunnar Ohrlander                        | Margaretha Byström         | Dramaten        |
| 1989 |                        | Charleys tant Brandon Thomas                                          | Per Gerhard                | Vasateatern     |
| 1991 |                        | Gröna hissen Avery Hopwood                                            | Hans Bergström             | Vasateatern     |
| 1992 | Petter Broder Giovanni | Romeo och Julia William Shakespeare                                   | Peter Langdal              | Dramaten        |
| 1994 | Medverkande            | Den stora kicken, revy                                                | Ulf Eklund                 | Vasateatern     |
| 2001 | Borny, advokat         | Tillbaka till öknen Bernard-Marie Koltès                              | Staffan Valdemar Holm      | Dramaten        |
| 2002 | Carl Michael Bellman   | Gustaf III & Dramaten Staffan Roos                                    | Staffan Roos               | Dramaten        |
| 2004 | F. Alexander Zophar    | A Clockwork Orange 2004 Anthony Burgess                               | Kasper Bech Holten         | Dramaten        |
| 2008 | Sven                   | Svenskt landskap med kinesiska detaljer Lucas Svensson                | Carolina Frände            | Dramaten        |
| 2009 | Doktor Caius Pistol    | Muntra fruarna i Windsor William Shakespeare                          | John Caird                 | Dramaten        |
| 2010 |                        | Hantverkarna                                                          | Gösta Ekman                | Dramaten        |
| 2010 | Antonio                | Stormen William Shakespeare                                           | John Caird                 | Dramaten        |
| 2011 |                        | Romeo och Julia William Shakespeare                                   | John Caird                 | Dramaten        |
| 2012 | Baron                  | Spöksonaten August Strindberg                                         | Mats Ek                    | Dramaten        |
| 2012 | Oscar Hummel           | Spoon River Edgar Lee Masters                                         | Benoît Malmberg            | Dramaten        |
| 2015 |                        | Måsen (Чайка, Tjajka) Anton Tjechov                                   | Anita Ekström              | Kullehusteatern |
| 2019 | Dödgrävaren            | Hamlet William Shakespeare                                            | Sofia Adrian Jupither      | Dramaten        |

### Fotnoter
1. ↑  Sveriges befolkning 1970, CD-ROM, Version 1.04, Sveriges Släktforskarförbund (2002).
2. 1 2 3  ”Jonas Bergström”. Svensk Filmdatabas. http://sfi.se/sv/svensk-filmdatabas/Item/?type=PERSON&itemid=68311&ref=%2ftemplates%2fSwedishFilmSearchResult.aspx%3fid%3d1225%26epslanguage%3dsv%26searchword%3dJonas+Bergstr%C3%B6m%26type%3dPerson%26match%3dBegin%26page%3d1%26prom%3dFalse. Läst 13 oktober 2012.
3. ↑  Bergström, Jonas L, skådespelare, Sthlm i Vem är det / Svensk biografisk handbok / 1993 / s 117.
4. ↑  Bergström, Jonas L, skådespelare, Sthlm i Vem är det / Svensk biografisk handbok / 2007 / s 64.
5. ↑  Sveriges befolkning 1990, CD-ROM, Version 1.00, Riksarkivet (2011).
6. ↑  Folke Hähnel (15 september 1961). ”'Oliver' på Oscarsteatern”. Dagens Nyheter:  s. 20. http://arkivet.dn.se/arkivet/tidning/1961-09-15/250/20. Läst 22 augusti 2015.
7. ↑  Ingmar Glanzelius (21 september 1973). ”'Godspell': Fart och spelglädje och mycket vitsande”. Dagens Nyheter:  s. 22. http://arkivet.dn.se/arkivet/tidning/1973-09-21/256/22. Läst 20 augusti 2015.
8. ↑  Marcus Boldemann (1 oktober 1989). ”'Charleys tant' yvig familjeföreställning”. Dagens Nyheter:  s. 25. http://arkivet.dn.se/arkivet/tidning/1989-10-01/266/25. Läst 23 augusti 2015.
9. ↑  Marcus Boldemann (19 januari 1991). ”Vanlig underklädserotik - men utan rätta stilen”. Dagens Nyheter. https://arkivet.dn.se/tidning/1991-01-19/18/20. Läst 7 december 2020.
10. ↑  Lars-Olof Franzén (25 september 1994). ”Flera friska fläktar i unken lokal. "Den stora kicken" på Vasateatern träffar tonen i nittiotalets Sverige med kraftfullt utspel”. Dagens Nyheter. Arkiverad från originalet den 23 januari 2016. https://web.archive.org/web/20160123160429/http://www.dn.se/arkiv/kultur/flera-friska-flaktar-i-unken-lokal-den-stora-kicken-pa. Läst 28 juni 2015.